# Vize (gruppo musicale)
Vize è attualmente un progetto musicale del DJ Johannes Vimalavong, in precedenza gestito come duo musicale dal DJ Mario Fiebiger e dal produttore Vitali Zestovskih.

## Storia del gruppo
Formatosi a Berlino nel 2018, il duo ha goduto del successo commerciale sin dagli esordi grazie alla pubblicazione di vari singoli che gli hanno permesso di ottenere otto dischi d'oro e quattro di platino dalla Bundesverband Musikindustrie per un totale di 3 200 000 unità vendute in Germania, cinque dischi d'oro e due di platino dalla IFPI Austria per un totale di 135 000 copie vendute, nove dischi di platino e due d'oro dalla ZPAV per altre 215 000 unità vendute in territorio polacco e un disco d'oro dalla Music Canada. Al 2021 il gruppo ha ottenuto quindici entrate nelle Offizielle Deutsche Charts, di queste una si è collocata alla vetta.

## Formazione
Attuale
- Johannes Vimalavong

Ex componenti
- Mario Fiebiger (2018-2019)
- Vitali Zestovskih (in russo Виталием Зестовских?, Vitalij Zestovskich; 2018-2024)

## Discografia

### Album in studio
- 2021 – Prock House (con Alott)

### Singoli
- 2018 – Glad You Came
- 2019 – Stars (feat. Laniia)
- 2019 – Close Your Eyes (con Felix Jaehn feat. Miss Li)
- 2020 – Baby (con Joker Bra)
- 2020 – Thank You (Not So Bad) (con Felix Jaehn)
- 2020 – Kids (con Sondr feat. Lilly Ahlberg)
- 2020 – My Night
- 2020 – Never Let Me Down (con Tom Gregory)
- 2020 – Lonely (con Tujamo e Majan)
- 2020 – Far Away from Home (con Sam Feldt feat. Leony)
- 2020 – Brother Louie (con Imanbek e Dieter Bohlen feat. Leony)
- 2020 – Lissabon (con Philipp Dittberner)
- 2020 – Paradise (con Joker Bra e Leony)
- 2020 – Dolly Song (Devil's Cup) (con Leony)
- 2020 – Bist du Okay (con Mark Forster)
- 2020 – Space Melody (Edward Artemyev) (con Alan Walker e Ėduard Artem'ev feat. Leony)
- 2021 – White Lies (con i Tokio Hotel)
- 2021 – Love Again (con Alok feat. Alida)
- 2021 – Never Be Lonely (con Gigi D'Agostino e Emotik)
- 2021 – End of Slaphouse (con Alott)
- 2021 – Dynamite (con Ilira)
- 2021 – Behind Blue Eyes (con i Tokio Hotel)
- 2021 – Core (That's Who We Are) (con i Papa Roach)
- 2021 – Off of My Mind (con le Icona Pop)
- 2021 – Way Back Home (con Anna Grey)
- 2021 – Para Paradise (con R4ge feat. Emie)
- 2021 – Pieces (con Avaion e Leony)
- 2022 – Dancing Alone
- 2022 – Temnye goroda (nanana) (con Kalazh44)
- 2022 – Easy (con Joker Bra)
- 2022 – Who U Gonna Love (con Y3llo Koala feat. Amber Van Day)
- 2022 – Tell Me Secrets (con Da Hool e Joker Bra)
- 2022 – Who's Holding You (con Dario Rodriguez feat. Lagique)
- 2022 – Yo por ti (con Abraham Mateo e Sofía Martín)
- 2022 – Imposter (con Zsá Zsá e Alott)
- 2022 – One Last Time (con R3hab feat. Enny-Mae)
- 2022 – Love on the Line (con Leony e Masked Wolf)
- 2023 – Motive (con i Goldfingers feat. Ben Samama)
- 2023 – You're Not Alone (con Moguai)
- 2023 – Ghost Town (con Joris Sava e July)
- 2023 – Es ist vorbei (con Philipp Dittberner)
- 2023 – Monsoon (con Leony e Niklas Dee feat. Tokio Hotel)
- 2023 – When You're Lonely (con Emma Steinbakken)
- 2023 – I Can Feel (con Niklas Dee e Leony)
- 2023 – Lost My Way (con Azteck e July)
- 2023 – Angeli Domini (con Axel Cooper e Jane in the Box)
- 2024 – If We Don't (con Macon e Coach Harrison)
- 2024 – Jet Plane (con R3hab e JP Cooper)
- 2024 – Heaven
- 2024 – Let Me Go (con Luca-Dante Spadafora e MOTi)
- 2024 – City Lights (con Armin van Buuren e Leony)
- 2024 – Durch den Monsun (con i Tokio Hotel e Fourty)
- 2024 – Angel (con Old Jim)
- 2024 – Another Life (con Marcus & Martinus)
- 2024 – Merry Holiday (Jingle Bells) (feat. Leony)
- 2024 – Live Once (con i Marnik e Distrion)
- 2025 – Chilli Milli (con Finch)
- 2025 – Slow